# Liste der Bodendenkmäler in Löhne
Die Liste der Bodendenkmäler in Löhne enthält die denkmalgeschützten unterirdischen baulichen Anlagen, Reste oberirdischer baulicher Anlagen, Zeugnisse tierischen und pflanzlichen Lebens und paläontologischen Reste auf dem Gebiet der Stadt Löhne im Kreis Herford in Nordrhein-Westfalen (Stand: Februar 2019). Diese Bodendenkmäler sind in Teil B der Denkmalliste der Stadt Löhne eingetragen; Grundlage für die Aufnahme ist das Denkmalschutzgesetz Nordrhein-Westfalen (DSchG NRW).
| Bild | Bezeichnung                                                        | Lage                                        | Beschreibung | Bauzeit | Eingetragen seit | Denkmal- nummer |
| ---- | ------------------------------------------------------------------ | ------------------------------------------- | ------------ | ------- | ---------------- | --------------- |
| BW   | Minden-Ravensbergische Landwehr                                    | Gohfeld Neuenhagener Weg / Zum Wenden Karte |              |         | 06.10.1995       | 1               |
| BW   | Flurrelikte Ulenburg                                               | Ulenburg Karte                              |              |         | 18.01.1996       | 2               |
|      | Hohlwegbündel Gohfeld                                              | Gohfeld Kabökenweg                          |              |         | 18.01.1996       | 3               |
| BW   | Siedlungsplatz der vorrömischen Eisenzeit                          | Gohfeld Oeynhausenser Straße Karte          |              |         | 18.01.1996       | 4               |
| BW   | Urnenfriedhof Mennighüffen                                         | Mennighüffen Sonnenbrink Karte              |              |         | 18.01.1996       | 5               |
| BW   | Standort der spätmittelalterlichen Kapelle und späteren Pfarrkirch | Löhne Herforder Straße Karte                |              |         | 13.08.1996       | 6               |